# Cannonball (canción de Lea Michele)
«Cannonball» es el sencillo debut de la cantante y actriz estadounidense Lea Michele. Fue lanzada en tiendas iTunes el 10 de diciembre de 2013 y debutó en la estación radial en el programa Elvis Duran and the Morning Show el 16 de diciembre de 2013. La canción fue escrita por Sia Furler, Benny Blanco, Mikkel Storleer y Tor Erik Hermansen y producido por Stargate. Llegó al puesto número 75 del Billboard Hot 100.

## Composición
Michele comentó a MTV que es una canción que le ayudó a afrontar la situación a raíz de la muerte de su novio y coestrella de la serie musical Glee, Cory Monteith, en el verano de 2013. Inicialmente, Michele no pensaba incluir la canción dentro del álbum, el cual había terminado en junio. Pero después de la muerte de Monteith, Michele pausó el lanzamiento del álbum y se tomó un tiempo para pensar.

## Presentaciones en vivo
Su primera presentación fue en The Ellen Show después de una entrevista con Ellen DeGeneres y después cantó en la final de The X Factor USA.

## Vídeo musical
Michele filmó el vídeo musical de «Cannonball» en dos ocasiones separadas: el 17 de noviembre y el 16 de diciembre de 2013.

## Posicionamiento
| Listas (2013–2014)                          | Posiciones |
| ------------------------------------------- | ---------- |
| Australia (ARIA)                            | 45         |
| Bélgica (Flandes) (Ultratip Bubbling Under) | 7          |
| Bélgica (Valonia) (Ultratip Bubbling Under) | 11         |
| Canadá (Canadian Hot 100)                   | 49         |
| Francia (SNEP)                              | 48         |
| Irlanda (IRMA)                              | 80         |
| Italia (FIMI)                               | 27         |
| Japón (Japan Hot 100)                       | 82         |
| España (Top 100 Canciones)                  | 32         |
| Reino Unido (UK Singles Chart)              | 56         |
| Estados Unidos Billboard Hot 100            | 75         |
| Estados Unidos Digital Songs (Billboard)    | 22         |
| Estados Unidos Dance Club Songs (Billboard) | 18         |

## Historial de lanzamiento
| País           | Fecha                   | Formato          | Sello    |
| -------------- | ----------------------- | ---------------- | -------- |
| Estados Unidos | 10 de diciembre de 2013 | Descarga digital | Columbia |